# 普布卓玛 (气象学家)
普布卓玛（1951年—）女，藏族，西藏拉萨人，中华人民共和国气象专家，也是西藏自治区气象系统第一位藏族女高级工程师。

## 生平
普布卓玛18岁初中毕业时，被选为西藏第一批气象工作者，分配到海拔近5000米的藏北申扎县工作。申扎县为高原亚寒带干旱季风气候区，气候干寒，空气稀薄，年平均8级以上大风105天，霜期持续近300天，年降水量不到300毫米，冬季气温常为零下20到30摄氏度。普布卓玛一边努力工作，一边抓紧时间读书学习。在短时间内，普布卓玛便独立当班，还一专多能，成为台站的工作骨干。
1974年，单位推荐23岁的普布卓玛上云南大学地球物理系。在三年大学生活中，普布卓玛作为学校推荐的尖子生，曾参加云南省组织的气候考察工作，获得整个考察队好评。1976年12月，获得中共云南省委颁发的“云南省气候考察科技进步奖”。
1977年7月，普布卓玛从云南大学毕业，回到申扎气象站。不久，普布卓玛和一位汉族人结婚。普布卓玛除通讯、观测、小球测风之外，还承担长期预报工作。她曾写信向北京大学、南京大学、中国气象科学研究院、广州气象站等单位的专家求教，获得了专家们的热情答复。
1982年，已为两个孩子母亲的普布卓玛调到西藏自治区气象局工作。普布卓玛认为，想要弄清青藏高原的天气变化，必须探寻更多途径。通过研究，普布卓玛发现藏历量算及周期同天文周期有相似之处，并有演算预测旱涝、冰雹、霜冰、风雪的方法。她根据大气环流过程及气象要素变化有周期性并与天文周期相对应的原理，推断通过天文活动建立中期天气过程模型在原理上可行。她完成了“天文历算与气象结合做高原天气预报”的研究工作。
1986年，普布卓玛的论文《盛夏期雅鲁藏布江地区强降水系统分析及预报》在全国大气球流中期预报学术交流会上宣读，受到专家好评。1988年，以该方法成功预报了日喀则地区洪涝灾害，并提请日喀则地区采取防范措施，从而将灾害损失降到最低。1993年，普布卓玛被聘为天气预报高级工程师，成为西藏自治区气象系统首位藏族女高级工程师。曾获“西藏十大女杰”和全区“三八红旗手”称号。